# Universidad de Dayton
La Universidad de Dayton es una universidad privada, católica, de la Sociedad de María (Marianistas), ubicada en Dayton, Ohio (Estados Unidos de América). Los marianistas tienen otras dos universidades en los Estados Unidos, la Universidad Chaminade de Honolulu en Honolulu (Hawái), y la Universidad de St. Mary's en San Antonio (Texas).

## Historia
Fue fundada en 1850 como Colegio St. Mary´s para chicos (St. Mary's School for Boys en inglés) en los terrenos de la granja Dewberry, que ocupaba 125 acres. Posteriormente se denominó Instituto St. Mary´s. En 1913 el municipio de Dayton sufrió una terrible inundación al desbordarse el río Miami, y los religiosos marianistas, junto con estudiantes y profesores de la institución académica, se volcaron en el rescate y ayuda de los ciudadanos de Dayton. Para reflejar ese compromiso de implicación entre universidad y municipio, la institución adoptó el nombre de Universidad de Dayton en 1920.  Durante los últimos años, la universidad ha ido adquiriendo terreno de la compañía National Cash Register, conocida mejor como NCR, mientras esa lentamente desmantelaba sus operaciones en Dayton para trasladar sus operaciones al estado de Georgia.  De esta manera, y con la adquisición de la tierra del antiguo Chevrolet de Frank Z, el tamaño físico del campus se ha expandido tres veces o más en comparación con su tamaño original.
Sus departamentos pregrados son Artes y Ciencias, Ingeniería, Educación y Profesiones Aliadas, y Negocios.  Además ofrece programas de nivel posgraduado en Derecho, Negocios, Educación y Fisioterapia. Una mayoría significante, más del 80%, de sus estudiantes viven en dos barrios universitarios contiguos al campus académico que se llaman el Gueto y El Lado Oscuro.

## Deportes
La universidad compite en la División I de la NCAA, en la Atlantic Ten Conference, a excepción del equipo de fútbol americano, que compite en la Pioneer Football League. 